# MOVIE ENTER
MOVIE ENTERは、日本の映画に関する情報を提供するウェブサイト。ライブドアが運営するlivedoorニュースの映画情報が2011年2月7日に独立。複数の映画情報提供元からのニュースに加えて独自の取材記事も配信していた。2013年6月30日をもって新規記事の配信を終了している。

## 主なコンテンツ
- ニュース - 複数の情報提供元からのニュース。
  - Hollywood Topics - 海外のニュースを紹介
  - よもやまコラム - 映画のコラムなどおすすめの記事を紹介
  - Pick up Girl's movie - 女性におすすめのニュースを紹介
  - インタビュー/レポート - 編集部独自に取材したニュース記事。インタビューは写真が豊富。
- 作品情報 - 劇場公開映画の情報。公開中・近日公開にわかれて、公開情報、キャスト＆スタッフ、ストーリー、ニュース、動画を掲載。劇場検索は、グループ会社のNAVERのものを利用している。
- DVD/海外ドラマ - 海外ドラマニュースやDVDの発売情報。
- 特集 - おすすめの映画やDVDについて特集。
- プレゼント - 試写会や映画グッズのプレゼント応募ができる。

## 独自連載
- DVDエンター！ - 毎週日曜日に、新作DVDの紹介。
- オトナ女子映画部 - 毎週火曜日に、女子向けの映画を紹介。独女通信という提供元から配信されて複数のライターが記事を書いている。
- 編集部的映画批評 - 編集部員が独自の視点で、映画を批評する。
  - 映画はビビビ！のマサキ：日々映画を勉強中。ドキュメンタリーが好き。ビビビ！とくる映画に興味津々の直感型
  - 映画は芸術ハラ：アート系映画が好き。映画の芸術性を的確に分析。単館系の良作もトレジャーハント
  - ドラマのサイトー：海外ドラマを大量鑑賞。日本で未放送の情報もキャッチ。泣かないけど感動映画も好き
  - 女子力勉強中ナカムラ：女子力を上げる為に日々映画を勉強中。編集部唯一の女子だが、ホラーとアニメも好き
  - ヒーロー妄想のカンタ：派手なアクションやCGのSFヒーローが大好物。頭よりも体で感じる単純明快娯楽型
- いちおう妖ヶ劇場 - 名作映画を、元お嬢様の勅使河原栄華と妖怪のネコ仙人が紹介していくマンガ。作家は、佐藤真冬。編集者は、菅田賢司。
- 週末映画まとめ読み - 毎週土曜日に1週間（前土曜～今金曜）の映画情報をまとめた記事

## 編集担当
編集長 - 菅田賢司